# Критерий отказа Хука – Брауна
Критерий разрушения Хука-Брауна поверхность напряжений для прогнозирования разрушения горных пород . Была разработана Эвертом Хуком и Э. Т. Брауном в 1980 году для проектирования подземных выработок . В 1988 году критерий был расширен для применения к задачам устойчивости откосов и поверхностным земляным работам . В 2002 г. было представлено обновление критерия, которое включало улучшения корреляции между параметрами модели и индексом геологической прочности (GSI).
Основная идея критерия Хука-Брауна заключалась в том, чтобы начать со свойств неповрежденной породы и добавить факторы, снижающие эти свойства из-за наличия трещин в породе. Хотя аналогичный критерий для бетона был разработан в 1936 году, важным инструментом, который критерий Хука-Брауна дал инженерам-конструкторам, была количественная оценка взаимосвязи между напряже
Критерий Хука-Брауна имеет вид
{\displaystyle \sigma _{1}=\sigma _{3}+{\sqrt {A\sigma _{3}+B^{2}}}}
где {\displaystyle \sigma _{1}} — эффективное максимальное главное напряжение, {\displaystyle \sigma _{3}} — эффективное минимальное главное напряжение, а {\displaystyle A,B} являются материальными константами. По среднему нормальному напряжению ({\displaystyle \sigma _{m}}) и максимальное касательное напряжение ({\displaystyle \tau _{m}})
{\displaystyle \tau _{m}={\tfrac {1}{2}}{\sqrt {A(\sigma _{m}-\tau _{m})+B^{2}}}}
где
{\displaystyle \tau _{m}={\tfrac {1}{2}}(\sigma _{1}-\sigma _{3})~;~~\sigma _{m}={\tfrac {1}{2}}(\sigma _{1}+\sigma _{3})~.}
Мы можем преобразовать приведённое выше соотношение в форму, аналогичную критерию разрушения Мора — Кулона, решив для {\displaystyle \tau _{m}} получить
{\displaystyle \tau _{m}={\tfrac {1}{8}}\left[-A\pm {\sqrt {A^{2}+16(A\sigma _{m}+B^{2})}}\right]}
Материальные константы {\displaystyle A,B} относятся к неограниченному сжатию ({\displaystyle C_{0}}) и прочности на растяжение ({\displaystyle T_{0}}) по
{\displaystyle A={\cfrac {C_{0}^{2}-T_{0}^{2}}{T_{0}}}~;~~B=C_{0}~.}

### Проблема с симметрией
Если мы установим {\displaystyle \sigma _{m}=0} в приведённом выше уравнении мы получаем критерий Хука — Брауна для чистого сдвига :
{\displaystyle \tau _{m}={\tfrac {1}{8}}\left[-A\pm {\sqrt {A^{2}+4B^{2}}}\right]}
Два значения {\displaystyle \tau _{m}} несимметричны относительно {\displaystyle \sigma _{m}} ось в {\displaystyle \sigma _{m}-\tau _{m}} -самолёт. Эта особенность критерия Хука-Брауна кажется нефизической, и при использовании этого критерия в численном моделировании следует соблюдать осторожность.